# Neogobius nigricans
Neogobius nigricans (Canestrini, 1867), conosciuto comunemente come ghiozzo di ruscello o ghiozzo etrusco, è un pesce d'acqua dolce appartenente alla famiglia Gobiidae, endemico dell'Italia centrale.

## Distribuzione e habitat
L'areale della specie è limitato al versante tirrenico dell'Italia centrale, tra il bacino del fiume Magra-Vara a nord ed il fiume Amaseno a sud.
La distribuzione della specie è comunque discontinua a causa di numerose estinzioni locali. Esistono anche alcune popolazionia acclimatate sul versante padano dell'Appennino tosco-romagnolo (bacini fluviali del Lamone, del Montone e del Santerno).

L'habitat ideale della specie è nei corsi d'acqua con acque pulite, limpide, fredde e con corrente vivace, con fondo costituito da ciottoli abbastanza grandi (necessari per la costruzione del nido). La sua zona di elezione è nella Zona dei Ciprinidi a deposizione litofila.

## Descrizione
È un tipico gobide nell'aspetto, con testa grande, pinne ventrali riunite a formare una ventosa, due pinne dorsali separate di cui la prima con raggi spiniformi e la seconda molle ed occhi che sporgono sopra il profilo della testa.
Le labbra sono molto carnose.

La livrea è caratterizzata da una macchia scura sull'opercolo branchiale branchiale e da 5/6 macchie scure a sella sui fianchi. La parte superiore della testa è marmorizzata di nero mentre il ventre è bianco giallastro. Alla base della pinna caudale è presente una fascia scura, le pinne dorsali hanno un'alternanza di fasce orizzontali grigio chiaro e scuro mentre la prima pinna dorsale è bordata di giallo arancio, quest'ultima pinna ha una macchia ocellare nel maschio. Il maschio in livrea nuziale è molto scuro, quasi nero.

Le dimensioni massime sfiorano i 10 cm ma sono usualmente assai inferiori, i maschi sono più grandi delle femmine.

## Riproduzione
La riproduzione avviene tra maggio e giugno, il maschio assume comportamenti di tipo territoriale difendendo un rifugio, scavato sotto un sasso, che funge da nido. Il maschio attrae la femmina nel nido con l'emissione di suoni.
Le uova (100-350) vengono deposte sul soffitto della tana e vengono sorvegliate dal maschio fino alla schiusa.

## Alimentazione
Si ciba di piccoli invertebrati bentonici, soprattutto larve.

## Conservazione
La specie si è rarefatta in numerosi habitat a causa del calo del livello dei corsi d'acqua (e conseguente aumento di temperatura), dell'introduzione di predatori (trote) e dell'introduzione casuale del congenere ghiozzo padano, che risulta avvantaggiato nella competizione per la conquista di ripari per la riproduzione. Nel 2017 è infatti scomparso dal fiume Amaseno a causa dell'azione sinergica di sovrasfruttamento delle acque, inquinamento ed esclusione competitiva da parte del ghiozzo padano.

## Tassonomia
Il ghiozzo etrusco è stato a lungo considerato parte del genere Padogobius, nonostante il disaccordo di alcuni ittiologi. In seguito, grazie a una serie di studi molecolari, osteologici e bioacustici, è stato dimostrato come faccia invece parte del genere Neogobius.